# Человек, который был суперменом
«Человек, который был суперменом» (кор. 슈퍼맨이었던 사나이; Концевич: Сюпамэн-иоттон санаи, новая романизация: Syupeomaen-ieotteon sanai) — фильм, снятый в Южной Корее Чон Юнчхолем в 2008 году.

## Сюжет
Сон Суджон, девушка-продюсер с телевидения, устала снимать фальшивые сюжеты о людях. В один день она берёт видеокамеру с работы, собираясь снять сюжет, но засыпает в метро, и камеру крадёт вор. Бросаясь вдогонку за вором, Суджон выбегает на проезжую часть прямо перед едущим грузовиком. В последний момент молодой человек в гавайской рубашке успевает выхватить её из под колёс грузовика. Она узнаёт в нём человека, известного в округе тем, что он помогает людям, при этом называя себя Суперменом, и просит догнать похитившего её видеокамеру. Догнав вора, Супермену удаётся отобрать камеру, но он теряет сознание от удара. Суджон помогает прийти ему в сознание и решает снять о нём сюжет.

## В ролях
- Хван Джонмин — Супермен
- Чон Джихён — Сон Суджон